# Otomar Krejča
Otomar Krejča ou Otamar Krejča, né le 23 novembre 1921 à Skrýšov (cs) (Pelhřimov) et mort le 6 novembre 2009  à Prague, est un acteur, metteur en scène et dissident tchécoslovaque.

## Biographie
Otomar Krejča fut acteur au Théâtre national à Prague.Inspiré par le spectacle Jeu de l'amour et de la mort de Romain Rolland, Krejča a élaboré sa mise en scène de Lorenzaccio suivant le principe inventé par Alfred Radok. Plus tard, ce spectacle a rendu Krejča rapidement connu en France. 
En 1965, il fut l'un des cofondateurs du Divadlo za branou (Théâtre derrière la porte), un théâtre important dans l'histoire de la scène tchèque.
Après l'invasion de la Tchécoslovaquie par le Pacte de Varsovie et avec la Normalisation qui mettait fin au Printemps de Prague, il dut partir travailler à l'étranger : pour Karel Kraus, « cette interdiction brutale, cette liquidation du théâtre était quelque chose d’incroyable. À l’époque, le Divadlo za branou était le plus célèbre théâtre tchèque dans le monde, et cette interdiction s’est faite en dépit des protestations de Friedrich Dürrenmatt, Arthur Miller ou Ingmar Bergman. Ce théâtre n’était pas politique, il ne faisait que parler de manière vraie de l’homme, des relations, de la société. ».
En France, Krejča a notamment mis en scène à la Comédie-Française et au Festival d'Avignon.

## Quelques mises en scène
- 1949 : La Fausse Monnaie de Maxime Gorki
- 1962 : Majitelé klíčů de Milan Kundera, Prague[3]
- 1970 : Lorenzaccio d'Alfred de Musset, Odéon-Théâtre de l'Europe[4]
- 1978 : En attendant Godot de Samuel Beckett, Cour d'honneur du Palais des Papes Festival d'Avignon. Avec Georges Wilson, Rufus, Michel Bouquet, José-Maria Flotats, Fabrice Luchini[5]
- 1979 : Lorenzaccio d'Alfred de Musset, Festival d'Avignon
- 1980 : La Mouette de Tchekhov, Comédie-Française[6]
- 1981 : Au perroquet vert d'Arthur Schnitzler, Atelier théâtral de Louvain-la-Neuve
- 1982 : Le Supplici de Eschyle, Teatro Greco di Siracusa (it)[7]
- 1992 : Antigone de Sophocle, Comédie-Française à la salle Richelieu[8]

## Filmographie partielle
- 1949 : La Longue Route[9] d'Alfréd Radok
- 1950 : Le Piège de Martin Frič
- 1954 : Jan Hus d'Otakar Vávra
- 1960 : Monsieur principe supérieur de Jiří Krejčík
- 1962 : L'Homme du premier siècle d'Oldřich Lipský

## Textes
- (cs) « Co je režisérismus ? » (Qu’est-ce que l’hégémonie du metteur en scène ?), in : Divadelní zápisník, I, 1945/46, Prague, pp. 145-150.

## Sources